# 南黑利維爾 (阿拉巴馬州)
南黑利維爾（英語：South Haleyville）是一個位於美國阿拉巴馬州馬里昂縣的非建制地區。該地的面積和人口皆未知。

## 地理
南黑利維爾的座標為34°12′40″N 87°38′06″W / 34.21111°N 87.63500°W，而該地的平均海拔高度為269米（即883英尺）。